# Véronique Pecqueux-Rolland
Pour les articles homonymes, voir Rolland.
Véronique Pecqueux-Rolland, née Véronique Pecqueux le 9 octobre 1972 à Voiron, est une ancienne joueuse de handball française, évoluant au poste de pivot. Elle a été l'une des meilleures joueuses française au poste de pivot, ayant notamment élue dans l'équipe-type des Jeux olympiques en 2000 et en 2004 et ayant été nommée à trois reprises dans l'élection de la meilleure joueuse de l'année en 2002, en 2004 et en 2006.

## Biographie
Dès sa plus tendre enfance, Véronique Pecqueux a toujours aimé le sport. Elle commence ainsi par la gymnastique puis passe au basket-ball. En entrant au collège, elle se passionne pour le handball qui devient très rapidement son sport de prédilection. D'abord licenciée en Isère au HBC Coublevie entre 1986 et 1988 puis à St Egrève / Echirolles, elle évolue en Savoie ensuite au HBC Chambéry puis au SHBC La Motte-Servolex. Si elle débute aux postes d'arrière ou demi centre et tire les pénalties, elle se tourne ensuite vers le poste de pivot.
En 1992, elle rejoint en première division le CSL Dijon où elle va évoluer pendant dix saisons, entrecoupées de deux passages à l'ES Besançon entre 1996 et 1999 et entre 2002 et 2006. Dès sa première saison avec Dijon, elle réalise un excellent parcours en coupe d'Europe puisqu'elle atteint la finale de la Coupe de l'IHF (C3). Par la suite, elle remportera la Coupe des vainqueurs de coupe (C2) en 2003 ainsi que chaque compétition nationale à deux reprises : championnat de France en 1998 et 2003, coupe de France en 2003 et 2005 et coupe de la Ligue en 2003, 2004.
Le 12 mars 1993, elle connaît la première de ses 301 sélections en équipe de France lors d'un match contre l'Allemagne. Au Championnat du monde 1999, Véronique et les Françaises remportent la première médaille internationale de l'équipe de France après avoir atteint la finale de la compétition. Quatre plus tard, Véronique Pecqueux-Rolland remporte le titre mondial lors du Championnat du monde 2003 en Croatie. Elle glane également une médaille de bronze au Championnat d'Europe 2002 et a participé deux fois aux Jeux olympiques : si la France ne termine qu'à la 6e place en 2000 à Sydney puis à la 4e place en 2004 à Athènes, Véronique Pecqueux-Rolland est à titre individuel élue les deux fois meilleure pivot de la compétition.
Après avoir pris du recul avec l'équipe de France de mars 2005 à mars 2006, elle complète son palmarès d'une seconde médaille de bronze au Championnat d'Europe 2006 mais termine sa carrière internationale sur deux cinquièmes places au Championnat du monde 2007 en France puis aux Jeux olympiques de 2008 à Pékin.
Elle prend sa retraite internationale à l'issue de cette compétition puis met un terme à sa carrière en avril 2009, et est désormais directrice de centres commerciaux.

## Palmarès

### Club
Compétitions internationales
- vainqueur de la Coupe des vainqueurs de coupe (C2) (1) : 2003
- finaliste de la Coupe de l'IHF (C3) (1) : 1993

Compétitions nationales
- vainqueur du championnat de France (2) : 1998 et 2003
  - Deuxième en 2005
- vainqueur de la coupe de France (2) : 2003 et 2005
  - finaliste en 2006 et 2007
- vainqueur de la coupe de la Ligue (2) : 2003, 2004
  - finaliste en 2005, 2006, 2007

### Équipe de France
Championnats du monde
- 10e place au Championnat du monde 1997,  Allemagne
- Médaille d'argent au Championnat du monde 1999,  Norvège et  Danemark
- 5e place au Championnat du monde 2001,  Italie
- Médaille d'or au Championnat du monde 2003,  Croatie
- 5e place au Championnat du monde 2007,  France

Championnats d'Europe
- 5e place au Championnat d'Europe 2000,  Roumanie
- Médaille de bronze au Championnat d'Europe 2002,  Danemark
- 11e place au Championnat d'Europe 2004,  Hongrie
- Médaille de bronze au Championnat d'Europe 2006,  Suède

Jeux olympiques
- 6e place aux Jeux olympiques de 2000 de Sydney,  Australie
- 4e place aux Jeux olympiques de 2004 d'Athènes,  Grèce
- 5e place aux Jeux olympiques de 2008 de Pékin,  Chine

Jeux méditerranéens
- Médaille d'argent aux Jeux méditerranéens de 1993[7]
- Médaille d'or aux Jeux méditerranéens de 1997
- Médaille d'or aux Jeux méditerranéens de 2001

Divers
- Début en Équipe de France le 12 mars 1993 contre l' Allemagne[1]
- 301 sélections et 917 buts en équipe de France[1]

### Distinctions
- Meilleur pivot des Jeux olympiques de 2000 et de Jeux olympiques de 2004
- Nommée à l'élection de la meilleure joueuse de l'année en 2002[8], en 2004[9] et en 2006[10]
- Prix « Sport : coup de cœur »[11]
- Chevalier de la Légion d'honneur[12]